# خاوه (کهک)
خاوه، روستایی در دهستان خاوه بخش فردو شهرستان کهک در استان قم ایران است. این روستا  مرکز دهستان خاوه است.
این روستا با شکل پروانه مانند در نقشه، با وجود مزارع، مراتع و قنات‌های بسیار، از این حیث با مساحت ۶۰ کیلومتر مربع (مساحت آبادی ۳ کیلومتر مربع)، از روستاهای بزرگ استان قم به شمار می‌آید و با روستاهای فردو، وشنوه، ویریچ، تیره، دستگرد، بیدهند و کرمجگان مرز مشترک دارد.

## تاریخ خاوه
تاریخ روستا به دوران اوایل اسلام بازمی‌گردد و در کنار بخش بوره فردو، روستاهای تیره و قبادبزن، از کهن‌ترین روستاهای بخش کهک شمرده می‌شود. البته پیشینهٔ سکونت در خاوه، به حتی دوران پیش از اسلام نیز بر می‌گردد و شواهد و یافته‌های باستان‌شناسی مبنی بر وجود گورستان‌های گبری و همچنین وجود زیرخاکی‌های بسیار (کوزه‌ها و سفال‌های قدیمی با قدمت بسیار) این موضوع را اثبات می‌کند.

## جغرافیا
روستای خاوه یکی از قطب‌های چهارگانه گردشگری بخش کهک (خاوه، وشنوه، کرمجگان و فردو) شمرده می‌شود.
خاوه با مختصات جغرافیایی ۵۰ درجه و ۵۴ دقیقه طول شرقی و ۳۴ درجه و ۱۶ دقیقه عرض شمالی در ارتفاعات جنوبی استان قم که در واقع دنباله رشته کوه‌های مرکزی ایران و کوهستان اردهال است، قرار دارد و باعث به وجود آمدن آب و هوای بسیار مطبوعی شده (با میانگین دمای ۱۵ درجه سانتیگراد و میزان بارندگی نزدیک ۲۰۰ میلی‌متر) که دلیلی بر یکی از القاب خاوه یعنی بهشت کوچک می‌باشد. یکی از معروف‌ترین کوه‌های این ارتفاعات، کوه سلطان سعد شاه خاوه می‌باشد که رودخانه‌های فردو و وشنوه از آن سرچشمه می‌گیرند. خاوه از دید زمین لرزه، در گروه نیمه زیان قرار دارد و مناطق شرقی آبادی خاوه در معرض سیل قرار دارد. دو رودخانه فصلی از شرق و غرب آبادی خاوه می‌گذرند که البته رودخانه شرقی خشک شده ولی رودخانه غربی (خرجال) چند ماه از سال آب دارد و از آبشار خاوه عبور می‌کند.

## اماکن خاوه

### اماکنمذهبی
مسجد امام حسن مجتبی (مسجد جامع خاوه)
حسینیه صاحب الزمان  خدرآباد خاوه
سه شهربانو (غیررسمی)

### اماکن تاریخی
قدمگاه
قلعه پایین (دشت پایین)
قلعه خان (احمدآباد)
در خاوه و حومه، اماکن تاریخی و مذهبی نظیر قلعهٔ مخروبه در دشت پایین که دارای کوزه‌ها و سفال‌های قدیمی خوش نقش و نگار و شکسته‌ای هست که هم‌اکنون نیز موجودند، کانال‌های راهرو در درب قلعه، قبرستان‌های گَبری و تاریخی در مرکز و نواحی شرقی روستا، برجک‌های نگهبانی تاریخی در نواحی شرقی روستا، سه شهربانو (به گویش محلی سیت شهربانو) که شماری از اهالی اعتقاد ویژه‌ای به این محل مذهبی دارند و مشابه این مکان، مکان مذهبی یا تاریخی دیگری به نام قدمگاه نیز در فاصله کمی با سه شهربانو قرار گرفته که جای پای عجیبی که شبیه جای پای یک حیوان است، به تنهایی بر روی تخته سنگی صاف نقش بسته که عده‌ای به آن جنبه مذهبی می‌دهند (به عقیده آن‌ها، جای پای اسب  علی هنگام عبور از خاوه در این منطقه برجا مانده) و عده‌ای هم نظر بر این دارند که نشانهٔ گنج می‌باشد. در مجموع نواحی شرقی روستا (دره نعل، دره گرگی و …) اماکن و یافته‌های تاریخی بسیاری دارد.

### اماکن ورزشی
- زمین چمن مصنوعی واقع در غرب روستا

### جاذبه‌های) طبیعی
- آبشار باغچه نبات  (خرجال)

در سطح استان قم به آبشار باغچه نبات معروف است و در خود خاوه نیز آن را با نام آبشار خرجال می‌شناسند. در حالی که رسمی‌ترین نام برای آن؛ «آبشار باغچه نبات » می‌باشد.
آبشار فصلی با ارتفاع نزدیک ۱۰ متر در دره خرجال واقع در غرب روستای خاوه. فاصله تقریبی آبشار تا آبادی خاوه تقریباً ۲ کیلومتر است. این آبشار در امتداد رودخانه خرجال می‌باشد که از کوه‌های روستای فردو سرچشمه می‌گیرد و به جز تابستان تقریباً در بقیه سال؛ جاریست.
دره سنگی (خرجال)
قطار سنگی (قدمگاه)
کوه‌های سه‌گانه (آب سرد، سلطان سعد شاه، عبدالوهاب)
کوه سوراخ (خرجال)

### اماکن فرهنگی
- کتابخانه عمومی واقع در طبقه همکف ساختمان دهیاری

- کانون فرهنگی شهید حقانی واحد برادران در ساختمان دهیاری و واحد خواهران در طبقه سوم مسجد خاوه

## قنات‌های خاوه
خاوه ۱۳ قنات رسمی دارد:
قنات دره نعل
قنات گرگی
قنات شامرو
قنات نور
قنات شاداب
قنات مَرگِسَله
قنات بالا
قنات سلطان سعید شاه
قنات احمدآباد
قنات محمدآباد
قنات شریف‌آباد
قنات خدرآباد
قنات سه شهربانو

## آموزش
هم اکنون در خاوه یک مدرسه دولتی و مختلط در خیابان گلزار وجود دارد و تا پایان مقطع ابتدایی (کلاس ششم) دانش آموز می‌پذیرد.

## حمل و نقل
زیرساخت‌های میان روستایی:
· جاده فرعی مواصلاتی (کهک - خاوه) با گذر از میان آبادی روستا
· پایانه یا ایستگاه مسافربری قم واقع در کنار جاده ورودی خاوه
زیرساخت‌های درون روستا:
· ۳ کیلومتر جاده فرعی مواصلاتی
· وجود سه پل با گذر از رودخانه فصلی شرقی روستا، با تحمل وزن حتی خودروهای سنگین
خاوه، یک راه فرعی مواصلاتی دارد که همان جاده کهک خاوه می‌باشد. این جاده از شهر کهک انشعاب می‌گیرد در حالی که خود شهر کهک نیز از قم سه راه دسترسی دارد:
۱- جاده قدیم کاشان، جاده کهک
۲- قم، پردیسان، جاده ورجان
۳- جاده اصفهان، جاده ونارچ
پایانه یا ایستگاه مسافربری خاوه در قم، حاشیه غربی میدان پلیس و ایستگاه مسافربری خاوه برای مسافران شهر قم، کنار جاده اصلی ورودی خاوه می‌باشد.

## جمعیت
بر پایه سرشماری عمومی نفوس و مسکن در سال ۱۳۹۵، جمعیت این روستا برابر با ۸۱۳ نفر (۲۶۴ خانوار) بوده‌است.

## نگارخانه

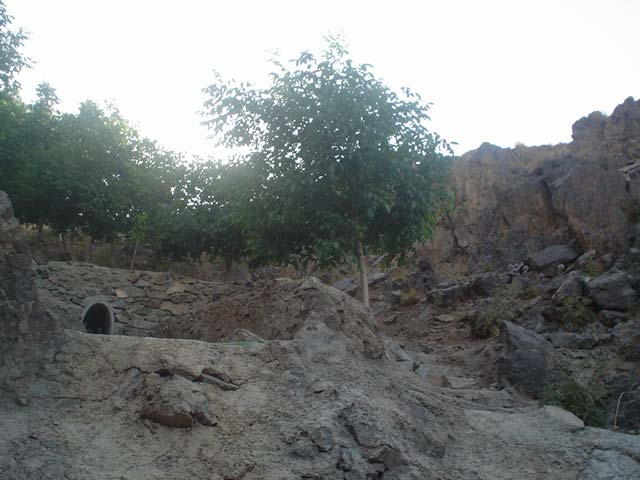
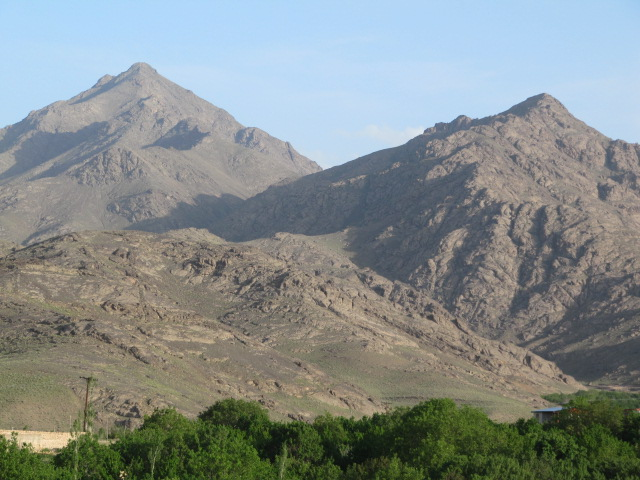
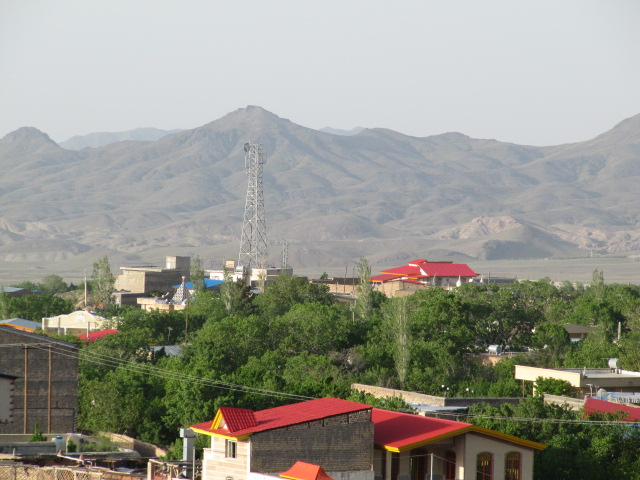
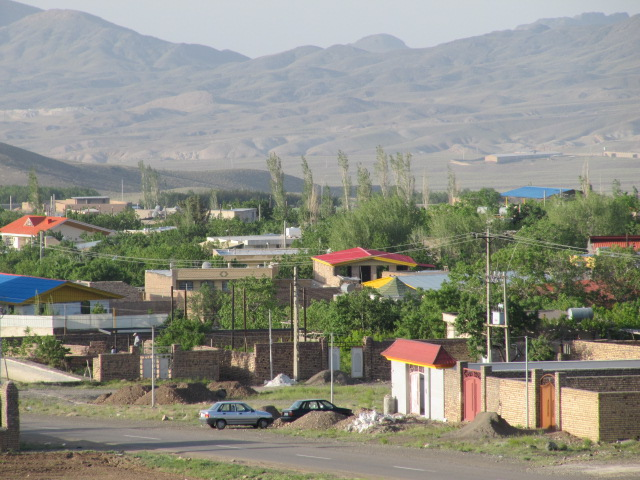
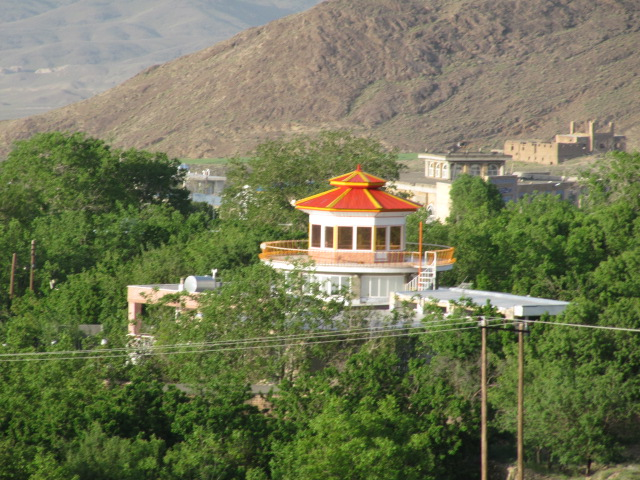
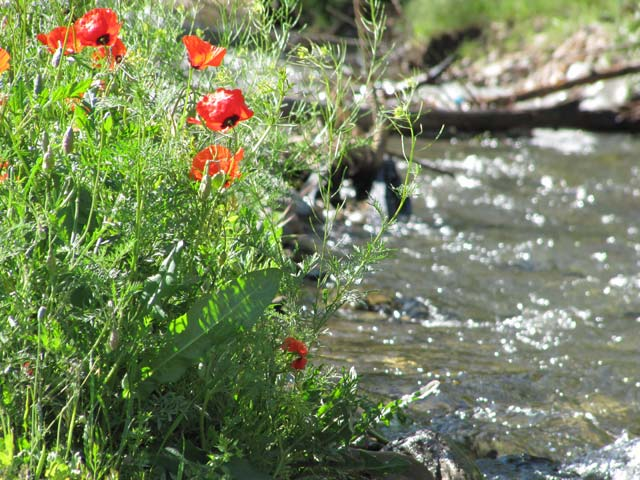
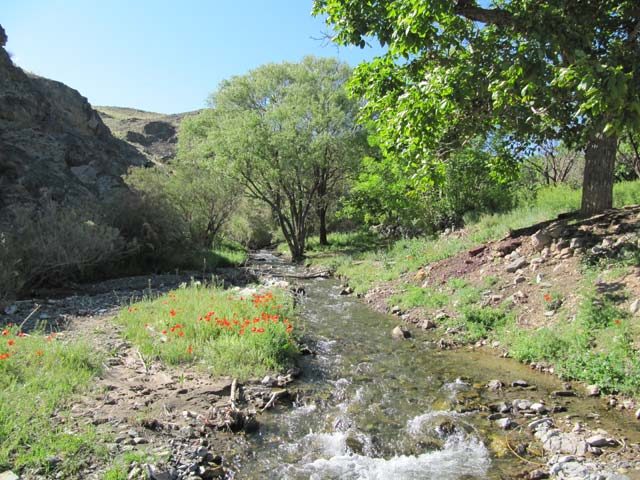
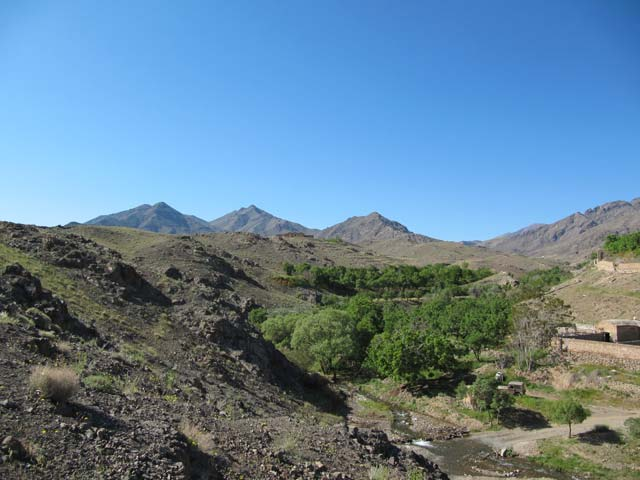
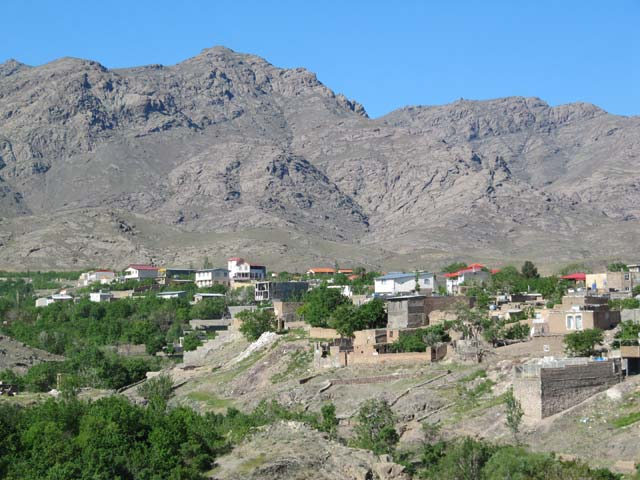
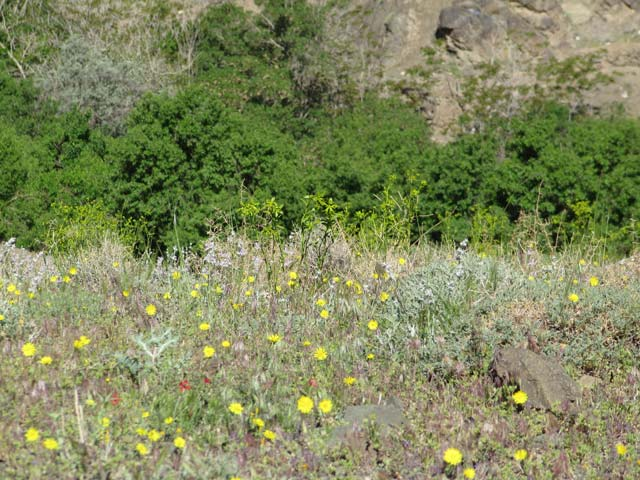
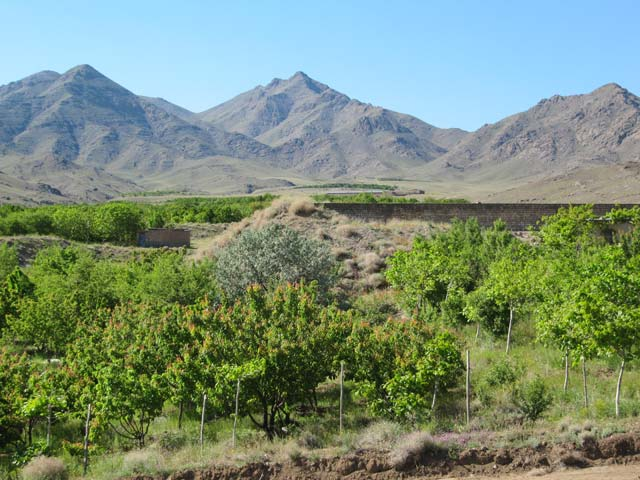
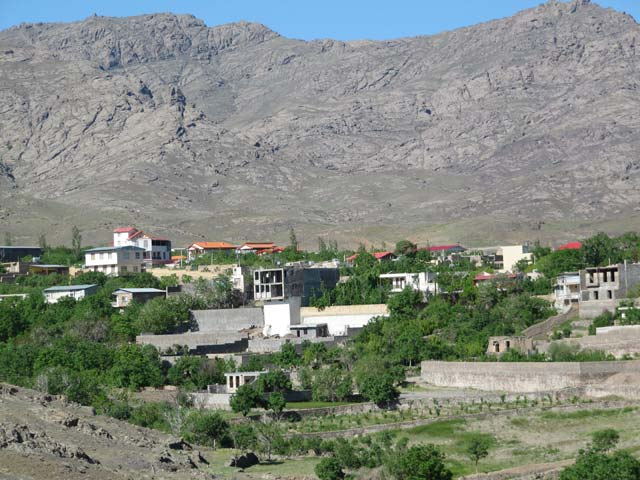
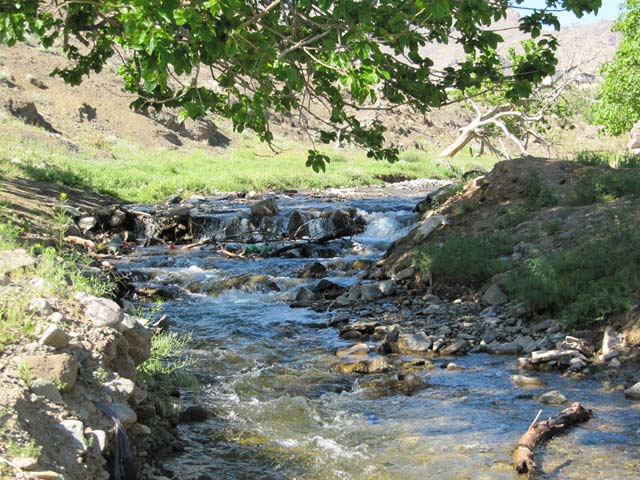